# Window of Opportunity (Stargate SG-1)
Window of Opportunity (Atrapados en el Tiempo en Latinoamérica, Una Ventana a la Esperanza en España) es el sexto episodio de la cuarta temporada de la serie de televisión de ciencia ficción Stargate SG-1, y el septuagésimo segundo capítulo de toda la serie. 

## Trama
En P4X-639, el SG-1 se encuentra con un arqueólogo llamado Malikai, quién se halla investigando un dispositivo Antiguo. En el planeta, además, cada 50 años ocurren poderosas tormentas geomagnéticas y como pronto ocurrirá una nueva, Carter desea estar presente para estudiarla. No obstante, Malikai quiere que el SG-1 se vaya lo antes posible, y al no conseguirlo, simplemente le dispara a Daniel y activa un extraño artefacto en el centro de las ruinas. El resto del equipo, sin embargo, lo descubre, y O'Neill junto a Teal'c intentan detenerlo, pero durante la lucha se produce un incandescente flash, que alcanza al O'Neill y a Teal'c.
Repentinamente, O'Neill se encuentra en la cafetería del SGC con Carter y Daniel. Este le estaba preguntando algo, pero Jack no sabe que cosa era. O'Neill entonces les pregunta a los dos si hace un rato no estaban en otro planeta, pero ellos responden que no. 
Más adelante, van a una reunión con Hammond para hablar sobre P4X-639. Es aquí cuando O'Neill junto con Teal'c se dan cuenta de que dicha reunión ya ocurrió, e intentan explicarle al resto lo que sucede, y de hecho lo logran. Después de unas horas sin embargo, la puerta se activa, produciéndose un destello, y O'Neill vuelve aparecer en la cafetería; nuevamente Carter y Daniel no recuerdan nada. Este ciclo se repite varias veces, y cada vez, para su desgracia, Jack debe volver a explicarle al resto lo que sucede. 
Después de algunas repeticiones, O'Neill y Teal'c deciden ayudar a Daniel traduciendo las escrituras de las ruinas de P4X-639. Cómo traducirlas tomaría días y solo poseen unas horas antes de que el ciclo se repita, ellos deben memorizan el trabajo de Daniel para que así, después de varias repeticiones, logren traducirla y solucionar el problema, que más adelante se descubre también afecta a otros 14 planetas. Mientras trabajan, O'Neill le enseña hacer malabares a Teal'c. 
Luego durante uno de estos ciclos, Daniel le hace ver a O'Neill que como todo se repite y nadie recuerda lo sucedido, puede hacer lo quiera sin preocuparse por las consecuencias. Sin perder tiempo, Jack se aprovecha de esto, y se da algunos "lujos" como: practicar cerámica, montar bicicleta en la base, jugar golf en la Sala del Portal (lanzando la pelota a otro mundo), y antes de volver a iniciar el ciclo de nuevo, renunciar al ejército para poder besar a Samantha. Teal'c también aprovecha esta oportunidad para golpear a un soldado que cada vez que reinicia el ciclo, abre la puerta y lo golpea accidentalmente.
Finalmente, el SG-1 descubre el objetivo del dispositivo Antiguo. Aquellos Antiguos lo construyeron para volver en el tiempo y evitar la destrucción de su mundo, pero como no lo lograron después de intentar una y otra vez, desistieron. El equipo vuelve entonces al planeta, pero descubren que el aparato está protegido por un escudo. Malikai aparece y les explica que su objetivo es regresar al pasado para volver a ver a su esposa, que murió hace 12 años. O'Neill sin embargo le hace entender que lo que hace afecta a otros mundos, y que incluso si lo logra tendrá que finalmente volver a ver morir a su esposa. Malikai reflexiona y decide apagar la máquina. Libres ahora del ciclo, el equipo vuelve al SGC, donde Daniel termina preguntándole a O'Neill si se dio algún lujo mientras estaba atrapado. Aunque no responde, su mirada deja en claro que sí.

## Artistas invitados
- Robin Mossley como Malikai.
- Teryl Rothery como la Dra. Fraiser.
- Dan Shea como el Sargento Siler.
- Daniel Bacon como Técnico.
- Bill Nikolai como Técnico Vern Alberts.
- Cam Cronin como el Soldado en la puerta.